# James S. Findley
James (Jim) Smith Findley (* 28. Dezember 1926 in Cleveland, Ohio; † 20. Mai 2018 in Corrales, New Mexico) war ein US-amerikanischer Mammaloge.

## Leben
Findley war der Sohn von Dorothy Smith Findley und Howard Nevin Findley. Er wuchs in einem waldreichen Vorort der Stadt Cleveland auf, eine Umgebung, die sein frühes Interesse an Vögeln förderte, das durch seine Mitgliedschaft im Kirtland Bird Club am Cleveland Museum of Natural History noch verstärkt wurde. In der siebten Klasse lernte er Norman Negus kennen, der sein Interesse an Naturgeschichte und Fischerei teilte. Gemeinsam begannen sie, Säugetiere, Vögel, Amphibien, Reptilien und Insekten zu sammeln. Durch die Lektüre des Werks Mammals of Eastern United States von William J. Hamilton, Jr., wurde Findleys Entschluss, Mammaloge zu werden, maßgeblich beeinflusst.
Als er 13 Jahre alt war, machte er die Bekanntschaft mit Philip N. Moulthrop (1911–1943) und Benjamin P. Bole, Jr. (1909–1980), Säugetierforscher am Cleveland Museum of Natural History, die ihn mit den Möglichkeiten einer Karriere in der Naturgeschichte vertraut machten. Nach der öffentlichen Schule in Cleveland und dem Abschluss der Cleveland Heights High School wurde er während des Zweiten Weltkriegs zur United States Army eingezogen. Er diente 1945 und 1946 in der Armee und war in Japan im Einsatz. Anschließend besuchte er die Case Western Reserve University in Cleveland, wo er 1947 im Rahmen eines Sommerkurses für Säugetierkunde an der Rocky Mountain Biological Station erstmals den Westen der Vereinigten Staaten kennen lernte. Findley belegte in dem Jahr, in dem er in Japan stationiert war, Grundkurse an der Kobe Central School und verbrachte den Sommer 1947 am Rocky Mountain Biological Laboratory (RMBL). Zudem verbrachte er die Sommer 1948 und 1949 in einem Zelt in Moran, Wyoming, und studierte Säugetiere im Jackson Hole Wildlife Park. Diese Felderfahrungen brachten ihn mit anderen Wissenschaftlern zusammen, die in diesem Gebiet arbeiteten (z. B. Robert K. Enders und Robert L. Rausch), darunter auch ein Team von Säugetierforschern der University of Kansas (KU) unter der Leitung von Rollin H. Baker (1916–2007). Während seines Studiums an der Case Western Reserve University, wo er 1950 den Bachelor of Arts mit Auszeichnung erwarb, lernte er Helen Muriel (Tommie) Thomson in einem Botanikkurs kennen, die er 1949 heiratete. Ihre Hochzeitsreise verbrachten sie mit der Beobachtung von Säugetieren in Jackson Hole, Wyoming. Sie hatten vier Kinder, die Söhne Stuart und Douglas und die Töchter Heidi und Joan.
1950 zogen Findley und seine nach Lawrence, Kansas. 1955 wurde er unter der Leitung von E. Raymond Hall mit der Dissertation Speciation of the wandering shrew über die Systematik der Wanderspitzmaus (Sorex vagrans) an der University of Kansas zum Ph.D. promoviert.
Findley schloss eine Reihe von lebenslangen Freundschaften und beruflichen Kooperationen mit prominenten Absolventen der KU, darunter E. Lendell Cockrum, John White, Sydney Anderson, Richard G. Van Gelder und J. Knox Jones, Jr.
Von 1954 bis 1955 war er Dozent an der zoologischen Fakultät der University of South Dakota in Vermillion. Im Jahr 1955 wurde er Assistenzprofessor am Fachbereich Biologie der University of New Mexico (UNM), wo er sich um das Museum of Southwestern Biology (MSB) und die biologische Abteilung verdient machte. Im MSB leitete er die Abteilung für Säugetiere (1955–1978), die zu der Zeit die drittgrößte Säugetiersammlung der Welt beherbergte. 1961 wurde er außerordentlicher Professor und im Jahr 1970 Professor. Von 1978 bis 1982 war er Vorsitzender des Fachbereichs Biologie und von 1983 bis 1992 Direktor des Museum of Southwestern Biology. Im Juli 1992 ging er in den Ruhestand. Während seiner Amtszeit an der UNM baute er ein bedeutendes Forschungsprogramm auf, das sich hauptsächlich auf Säugetiere konzentrierte. Er förderte viele Studenten durch Feldarbeit, Museumsprojekte und in seinen offiziellen Kursen in Wirbeltierbiologie, Säugetierkunde, Ornithologie, Wirbeltierpaläontologie, Tropenbiologie sowie Ökologie. Er betreute 26 Doktoranden und 34 Masterstudenten an der UNM, von denen viele anschließend herausragende Karrieren in der Wissenschaft, in Regierungsbehörden oder in der Privatwirtschaft begannen.
Findleys Forschungsschwerpunkt lag auf der Zoogeographie, der Verbreitung und der Taxonomie der Säugetiere im Südwesten der Vereinigten Staaten, mit Schwerpunkt auf Fledermäusen und Spitzmäusen. Im Laufe seiner Karriere veröffentlichte er 101 wissenschaftliche Arbeiten über Naturgeschichte, Funktionsmorphologie, Biogeographie, Systematik und Ökologie von Säugetieren, darunter die Erstbeschreibung zur Unterart Myotis fortidens sonoriensis des Zimtbraunen Mausohrs (1967).
Er leistete Pionierarbeit bei der Untersuchung ökologischer Zusammenhänge der Morphologie von Fledermäusen und anderen Säugetieren und lieferte wichtige Beiträge zum Wissen über die Muster und Prozesse bei der Bildung von Gemeinschaften bei Kleinsäugern. Neben Zeitschriftenartikeln und anderen Veröffentlichungen ist er Autor von Kapiteln in Recent Mammals of the World, Contributions to Mammalogy, Ecology of Bats sowie Patterns in the Structure of Mammalian Communities. Er ist Mitautor von Mammals of New Mexico und Autor von Natural History of New Mexican Mammals and Bats: a Community Perspective (1993), eine Schrift, die auf Basis seiner wegweisenden Arbeit zur Struktur von Fledermausgemeinschaften und zur Ökomorphologie entstanden ist. Zusätzlich zu seinen Forschungen über Säugetiere hat Findley über die Verbreitung so unterschiedlicher Taxa wie Vögel (z. B. Birds in Corrales-a 60-year Record of Change (2013)), Amphibien und Flusskrebse veröffentlicht und gegen Ende seiner Karriere an der UNM die Dynamik von Fischgemeinschaften (vornehmlich Falterfische) in tropischen Korallenriffen in aller Welt untersucht. Dafür reisten er und seine Frau über einen Zeitraum von 16 Jahren mehr als 200 km an 36 Insel- oder Küstenstationen und zählten dabei etwa 46.000 Fische aus 60 Arten. Diese Arbeit gipfelte 1989 in der Veröffentlichung des Werks The Butterflyfishes: Success on the Coral Reef. Gemeinsam mit Terry L. Yates war er maßgeblich an der Beschaffung von Mitteln der National Science Foundation für den Ausbau der Säugetiersammlung des Museums beteiligt.
Findley wurde 1944 Mitglied der American Society of Mammalogists (ASM) und war neben der Präsidentschaft (1980–1982) dort auch als Direktor und Vizepräsident tätig. Er und seine Studenten nahmen regelmäßig an verschiedenen wissenschaftlichen Tagungen teil und präsentierten ihre Forschungsergebnisse auf den Jahrestagungen der ASM und den Kongressen der International Federation of Mammalogists, darunter auch 1974 auf der Eröffnungssitzung in Moskau, Sowjetunion.

## Ehrungen und Dedikationsnamen
1978 wurde Findley in Anerkennung seiner herausragenden Beiträge zur Säugetierkunde mit dem C. Hart Merriam Award der American Society of Mammalogists geehrt. Zu den weiteren Auszeichnungen, die er erhalten hat, gehört der Leopold Conservation Award der Nature Conservancy. Zudem wurden die fossile Buschratte Neotoma findleyi, das Findley-Mausohr (Myotis findleyi) sowie die Unterart Eptesicus furinalis findleyi der Argentinischen Braunen Breitflügelfledermaus nach ihm benannt.